# Storm (historieta de Don Lawrence)
Storm es una serie de historietas de ciencia ficción y fantasía creada en 1976 con guion de Martin Lodewijk y dibujos de Don Lawrence para la revista neerlandesa "Eppo". Aparte del spin-off Kronieken van de Tussentijd dibujado por Dick Matena bajo el seudónimo John Kelly, Storm fue siempre dibujada y coloreada por Don Lawrence hasta que su salud empeoró en 2001, mientras se sucedían escritores como Saul Dunn, Dick Matena, Kelvin Gosnell y los propios Martin Lodewijk y Don Lawrence. 
A partir de 2006, Storm fue retomada por Martin Lodewijk, Jorg De Vos, Dick Maiterna y Romano Molenaar.
La serie ha sido también recopilada en álbumes y traducida íntegramente al inglés y alemán, y de forma parcial al bosnio, croata, danés, español, finés, francés, griego, indonesio, italiano, polaco, portugués y serbio.

## Argumento y personajes
La serie puede dividirse en dos partes: De kronieken van de Diepe Wereld, que tiene lugar en una Tierra postapocalíptica, y Kronieken van Pandarve, que tiene lugar en el multiverso de Pandarve.

### Personajes
Los personajes principales son el mismo Storm, Roodhaar/Redhair/Carrots/Ember, Nomad y Marduk, el teócrata de Pandarve, a pesar de los dos últimos hacen su aparición en Kronieken van Pandarve. Storm es un astronauta que accidentalmente se pierde en el tiempo. Ember es una bella pelirroja y Nomad tiene el físico de un negro, aunque realmente su piel sea de color rojo.

## Trayectoria editorial
La historieta apareció también traducida en revistas de otros países, como la española "Cimoc" en 1981.
The Living Planet y The Slayer of Eriban se publicaron en la revista estadounidense "Heavy Metal" en enero de 1997 y marzo de 1999, respectivamente.
A finales de 2006 se empezó a publicar la continuación de la serie en la revista neerlandesa "Myx".

### Recopilaciones
Además de su publicación seriada, Storm se ha recopilado en forma de álbumes monográficos en diversas lenguas:
- Holandés: Big Balloon y Uitgeverij Oberon;
- Alemán: Egmont Ehapa Verlag (1980-1987) y Norbert Hethke Verlag;
- Griego: Star Comics y Esperos Comics;
- Francés: Glénat;
- Español: SARPE, Ediciones Zinco, Norma Editorial.

Siguen ahora los títulos de los álbumes originales en neerlandés, con su edición en español si la hubiera: